# Agrias le moulti
Agrias le moulti är en fjärilsart som beskrevs av Le Moult 1927. Agrias le moulti ingår i släktet Agrias och familjen praktfjärilar. Inga underarter finns listade i Catalogue of Life.